# 羅傑斯角
53°0′S 73°24′E / 53.000°S 73.400°E
羅傑斯角（英語：Rogers Head），是南極洲的海岬，位於澳大利亞海外領地赫德島北岸，是阿特拉斯灣和科林蒂安灣之間半島的最北端，以首次踏足該島的船長命名。